# جنگ‌های مذهبی فرانسه
جنگ‌های مذهبی فرانسه (۱۵۶۲–۱۵۹۸) نام دوره‌ای از جنگ داخلی و عملیات‌های نظامی میان کاتولیک‌ها و پروتستان‌های فرانسه بود. یکی از دلایل مهم شروع این جنگ، منازعات فرقه‌ای میان دودمان‌های اشرافی فرانسه مانند دودمان بوربون و خاندان گیز محسوب می‌شود.
شمار دقیق نبردها یا تلفات و حتی مدت زمان جنگ‌های مذهبی امری کاملاً مشهود نیست؛ اکثریت مورخان بر این باورند که پیمان نانت که در ۱۵۹۸ میلادی امضاء شد، پایان دهنده جنگ بود، اما عده‌ای دیگر بر این باورند که پیمان آلس که در ۱۶۲۹ میلادی به امضاء رسید، پایان راستین جنگ است. اما همه بر این موضوع هم‌رای هستند که کشتار واسی در ۱۵۶۲ میلادی، آغازگر جنگ‌های مذهبی فرانسه بود.
جنگ‌های مذهبی فرانسه به ضعیف شدن قدرت مطلقه پادشاهی انجامید. این جنگ‌ها از زمان فرانسوای دوم آغاز شد و در همه دوره حکومت شارل نهم و هانری سوم ادامه یافت و سرانجام در زمان هانری چهارم، نخستین شاه فرانسه از خاندان بوربون، به پایان رسید.

## درگیری‌های خونین بین کاتولیک‌ها و پروتستان‌های فرانسه
اوائل سال ۱۵۶۲ نوعی آزادی در اعمال مذهبی برای پروتستان‌ها با فرمان صلح شارل نهم (پادشاه فرانسه) به وجود آمد، اما دیری نپایید که بعد از حدود دو ماه بین طرفداران دو مذهب درگیری خونینی در منطقه واسی شکل گرفت و ۲۳ پروتستانی در این درگیری کشته شدند. بعد از آن این درگیری‌های خونین به مدت ۳۶ سال ادامه داشت.

## فرمان نانت
فرمان نانت در ۱۵۹۸ میلادی امضاء شد. هانری چهارم با فرمان نانت که نام آن برگرفته از شهر نانت، از شهرهای غرب فرانسه است به این درگیری‌ها خاتمه داد و با این فرمان ادعای پروتستان‌ها دربارهٔ برخی نواحی کشور به رسمیت شناخته شد و یک سری آزادی‌هایی برای پروتستان‌ها در نظر گرفته شد و پاریس و دیگر نواحی کشور، کاتولیک‌نشین شدند.
در ۱۸ اکتبر ۱۶۸۵ فرمان نانت به دستور لوئی چهاردهم پادشاه وقت فرانسه لغو شد و اوگنوها (پروتستان‌های فرانسه) باردیگر وارد درگیری‌های خونین دیگری شدند.